# Равносметка след въстанието Кристеро
Войната Кристеро, позната и като „Кристиада“, водена между 1926 – 29 г., е въстание на местното население, подтиквано от католическите свещеници, срещу мексиканското правителство и по-специално срещу разпорежданията на някои антицърковни членове от Конституцията на Мексико от 1917 г.

## Равносметка след въстанието Кристеро
Краят на бунта на кристеросите се отразява на емиграцията в САЩ. Много кристероси, според някои по-смели пресмятания близо 5% от населението на Мексико, забягва в САЩ след потушаването на въстанието. Голяма част от тях се отправя за Лос Анджелис, където намират закрилник в лицето на епископ Джон Джоузеф Кентуел, митрополит на тогавашната епархия на Лос Аджелис и Сан Диего. 
На 27 юни 1929 г. църковните камбани бият за пръв път от близо три години. Това е краят на конфликта, познат като бунт на кристеросите.  Войната отнема живота на близо 90 000 души: 56 882 от страна на правителството, 30 000 кристероси и многочислени цивилни и кристероси, убити в антиклерикални чистки след края на войната. Както обещава Портес Хил, законът на Кайес остава на книга, но няма организирани опити на федералната власт да го изпълнява. Независимо от това се срещат епизоди на преследване на католически свещеници по интерпретация на закона на местна основа. Антицърковните членове на Конституцията са все още в сила към 2008 г., но не се съблюдават стриктно.

## Отражение върху Църквата
Ефектът на войната върху църквата е огромен. Между 1926 и 1934 г. поне 40 свещеници са убити. Докато преди въстанието има 4500 свещеници, обслужващи пасомите си, през 1934 г. са регистрирани само 334 с официално позволително от властта да служат на 15 милона души. Останалите са елиминирани като емигрират, биват екстрадирани или убити.  През 1935 г. 17 щати остават без никакви свещеници. 
Победата на революционното правителство през 1929 г., затвърдена от антиклерикални гонения в началото на 30-те, поставя църквата здраво под контрола на държавата. Макар на думи целта на антиклерикалистите да е била разделение на църквата от държавата, де факто след 1929 г. взаимоотношенията са по-скоро сходни на Хабсбургския корпоратизъм от колониалния период.

## Нови светци от войната
Католическата църква е канонизирала много убити кристероси за мъченици. Блаженият Мигел Про е йезуитски свещеник, разстрелян без съд и присъда на 23 ноември 1927 г. по обвинения, че свещеническото му служение е в пренебрегване заповедите на правителството. Пропагандната машина на Кайес се опитва да уплаши въстаниците със снимки от разстрела на отец Мигел Про, но това има обратен ефект. Неговото причисляване към лика на блажените става през 1988 г.
На 21 май 2000 г. папа Йоан Павел II канонизира група от 25 мъченици от този период.